# اچ‌دی ۴۰۶۵۷
اچ‌دی ۴۰۶۵۷ (انگلیسی: HD 40657) یک ستاره در صورت فلکی جبار، در نزدیکی مرز صورت فلکی تک‌شاخ است. رنگ نارنجی دارد و با قدر ظاهری ۴.۵۲ با چشم غیرمسلح کمرنگ قابل مشاهده است. این ستاره بر اساس اختلاف منظر در فاصله تقریباً ۲۸۹ سال نوری از خورشید قرار دارد.